# Розписана посудина з Шахтахти
Глиняна розписана посудина з селища Шахтахти (азерб. Əlvan naxışlı Şahtaxtı küpü) — розписана посудина II тисячоліття до н. е., пофарбована в червоний колір і покрита трьома поясами малюнків, виявлена 1936 року в могильнику поблизу селища Шахтахти в Нахічеванській Автономній Республіці Азербайджану. Виставлена в Музеї історії Азербайджану в Баку. За словами мистецтвознавців Леоніда Бретаницького і Бориса Веймарна, ця добре збережена велика посудина є характерним і одним з найвідоміших зразків керамічних виробів стародавнього Азербайджану".

## Знахідка
1936 року в Нахічеванську АРСР було споряджено експедицію Азербайджанської філії Академії наук СРСР. Третім місцем робіт експедиції були околиці селища Шахтахти в Норашенському районі.
На території могильного поля, розташованого на північний-схід від фортеці Гявуркала, археологи натрапили на одне поховання, вкрите двома рядами плит (розмірами 1,2⨯1⨯0,3-0,4 м), а тому не порушене. Поховання було уміщено в кам'яний круг діаметром 7,7 м. У західній частині поховання перебував інвентар, що складався з 30 глиняних посудин, які покривали скелет коня, що лежить на лівому боці. З 30 посудин тільки одна була пофарбована й оздоблена малюнками.

## Опис
Посудину кулястої форми виготовлена з червоної глини доброго випалу. Має низьку горловину, відігнуті назад ві́нця і плоске дно. Ручок немає. За словами археолога Алескера Алекперова, її висота 48 см, ширина — також 48 см. Археолог Осман Абібуллаєв наводить точніші дані щодо розмірів посудини: висота посудини становить 49,8 см, діаметр дна — 15 см, корпусу — 55,6 см, а ві́нець — 19,2 см. Вся поверхня посудини пофарбована в червоний колір. Шийка і нижня частина трохи темніші від світло-червоної середньої частини, покритої трьома декоративними поясами чітко промальованих малюнків та орнаменту.
Перший пояс має ширину 7,5 см і покритий темно-червоними і чорними зображеннями гусей і лебедів, розташованих у строгому ритмі. Ширина другого поясу — 16 см. Тут зображені різні сцени циклу «боротьби звірів». На цих малюнках хижі звірі і птахи нападають на диких кіз, осла, вола і зубра. Між звірами зображені водоплавні птахи. За словами мистецтвознавця Володимира Шлєєва, схематизовані сцени полювання вовків (або собак) і хижих птахів на диких кіз, осла і бика на цьому поясі розміщені строго ритмічно. Третій пояс містить простий орнамент, що складається зі схрещених смужок, які утворюють ромби. Його ширина — 3,5 см.
Форма, забарвлення і розташування малюнка посудини точно повторює посудини, знайдені в похованнях Кизил-Ванка. Її ж розміри і малюнком відрізняються від кизил-ванкських. Алекперов вважав, що малюнки на глечику зображували місцеву фауну.

## Датування
Згідно з мистецтвознавцями Леонідом Бретаницьким і Борисом Веймарном, ця посудина відноситься до середини II тисячоліття до н. е. Мистецтвознавець Володимир Шлєєв відносить посудину до кінця II тисячоліття до н. е. Археолог і сходознавець Борис Піотровський датує могильник, де знайдено посудину, кінцем II тисячоліття до н. е. Археолог Осман Абібуллаєв відносить поліхромно-розписані посудини з Шахтахтинського поховання до XIII—XII ст. до н. е. Мистецтвознавець Насир Рзаєв датує посудину XVIII—XVII ст. до н. е.